# Alter Jüdischer Friedhof (Lipník nad Bečvou)
Koordinaten: 49° 31′ 29″ N, 17° 35′ 18″ O

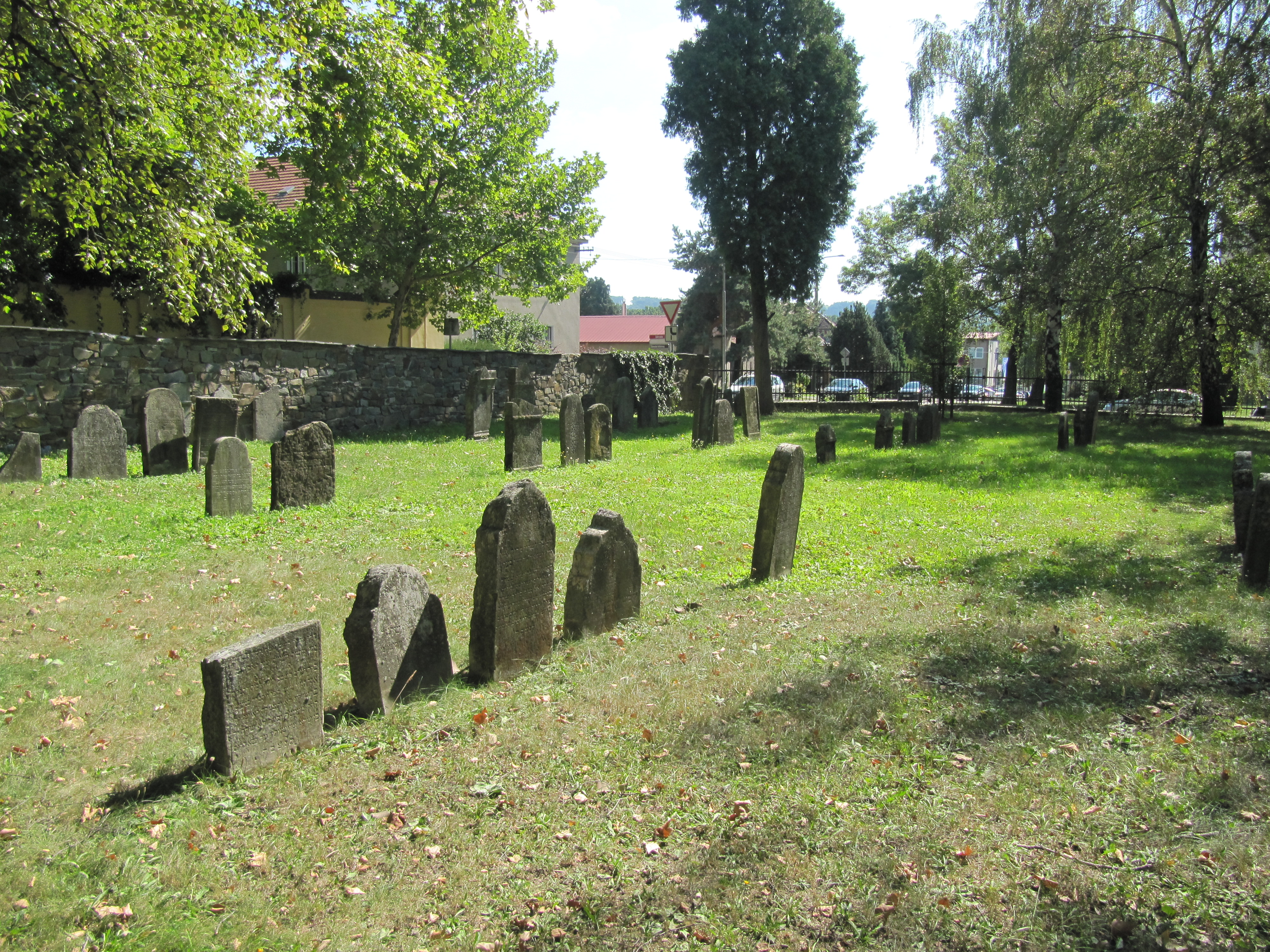
Der alte jüdische Friedhof in Lipník nad Bečvou

Der Alte Jüdische Friedhof Lipník nad Bečvou ist ein Friedhof in Lipník nad Bečvou (deutsch Leipnik an der Betschwa) im Okres Přerov in der Region Olomoucký kraj in Ost-Tschechien.
Der jüdische Friedhof liegt südlich des Stadtzentrums. Er ist von einer niedrigen Umfassungsmauer aus Bruchstein umgeben. Über die genaue Anzahl der Grabsteine auf dem Kulturdenkmal liegen keine Angaben vor.

## Geschichte
Im Jahr 1567 kauften die Leipniker Juden ein Grundstück südlich der Stadtmitte für einen Friedhof. Belegt wurde er bis zum Jahr 1883. Insgesamt waren hier rund 1500–1800 Grabsteine.
Neben dem alten Friedhof wurde 1883 ein neuer Friedhof angelegt.
1942 wurde der alte Friedhof von der deutschen Wehrmacht zerstört. Nach dem Krieg wurden ca. 160 komplette Grabsteine und 20 Grabsteinfragmente zum neuen Friedhof gebracht und dort an der Westseite der Südmauer niedergelegt. Das Gelände des alten Friedhofs wurde zu einem Park mit Kinderspiel- und Volleyballplatz umgestaltet.
Nach 1989 erfolgte eine komplette Erneuerung des alten Friedhofs. Die Umfassungsmauer erhielt wieder annähernd in ihre ursprüngliche Form und die noch erhaltenen Grabsteine wurden an ihren ursprünglichen Platz gesetzt.